# Крячок перуанський
Крячок перуанський (Sternula lorata) — вид сивкоподібних птахів підродини крячкових (Sterninae) родини мартинових (Laridae).

## Поширення
Ареал виду обмежений зоною течії Гумбольдта від північного Перу до півострова Мехільонес у Чилі. Його міграції маловідомі, але вид був зареєстрований на північ до центрального Еквадору. В даний час є тільки чотири підтверджених місця розмноження в Перу і дев'ять в Чилі.

## Опис
Дрібний птах, завдовжки до 24 см. Верхня половина голови і потилиця чорні, лоб білий. Горло, підборіддя і ділянка нижнього вуха також білі. Спина, плечі, криючі покриви, надхвістя і хвіст ластово-сірі. Груди, боки і живіт блідо-сірі. Підхвостова область біла. Вони мають чорну зовнішню бороду та сірувату або білу внутрішню. Дзьоб жовтуватий з чорними основою і кінчиком. Його ноги жовтуваті, а очі карі.

## Спосіб життя
Крячок перуанський живиться дрібною рибою (завдовжки до 8 см). Зазвичай птах шукає їжу в прибережних районах, але іноді його можна побачити на відстані 10-70 км від берега.
Він гніздиться або на широких піщаних пляжах і дюнах (100—200 м від позначки припливу), пов'язаних із водно-болотними угіддями, або на пустельних рівнинах 1-3 км углиб країни. Вважається, що мілководдя водно-болотних угідь пропонує оптимальні умови для пошуку їжі як під час, так і поза сезоном розмноження. Відкладання яєць є асинхронним як у середині колонії, так і загалом для виду, і відбувається з серпня по лютий. У кладці одне або два яйця, але зазвичай оперяється лише одне пташеня. Відомо, що птахи не розмножуються під час подій Ель-Ніньйо.